# Колобов, Владимир Арсеньевич
Владимир Арсеньевич Колобов (1869—1928) — российский государственный деятель, действительный статский советник. Губернатор Акмолинской области и Екатеринославский губернатор.

## Биография
Родился в Одессе. С 1907 года по 1909 год В. А. Колобов был Курским вице-губернатором. С 1913 года по 1916 год В. А. Колобов занимал должность губернатора Екатеринославской губернии. С 1916 года по 4 марта 1917 года В. А. Колобов был последним губернатором Акмолинской области.
19 декабря 1919 года избран городским головой Одессы В Вооружённых силах Юга России. Эвакуирован в декабре 1919 — марте 1920 годов из Одессы в Салоники на корабле «Рио-Пардо». На май 1920 года в Югославии. Умер 11 сентября 1928 года в Панчево (Югославия).